# Comandă (informatică)
În informatică, o comandă este o directivă către un program de calculator pentru a efectua o sarcină specifică. Poate fi emisă printr-o linie de comandă, cum ar fi un shell, ca intrare la un serviciu de rețea parte al unui protocol de comunicații sau ca un eveniment într-o interfață grafică a utilizatorului declanșată de către utilizator care selectează o opțiune dintr-un meniu. 
Mai exact, termenul de comandă este utilizat în limbaje de programare imperative. Numele de comandă vine de la faptul că afirmațiile din aceste limbi sunt de obicei scrise într-o manieră similară cu modul imperativ folosită în multe limbi naturale. Dacă privim o afirmație dintr-un limbaj imperativ ca fiind analoagă cu o propoziție dintr-un limbaj natural, atunci o comandă este în general ca un verb dintr-un astfel de limbaj. 
Multe programe permit argumente formatate special, cunoscute sub numele de steaguri sau opțiuni, care modifică comportamentul implicit al programului, în timp ce alte argumente pot oferi obiecte, cum ar fi fișiere, pe care programul să acționeze. Păstrând analogia cu un limbaj natural, steagurile sunt adverbe, în timp ce celelalte argumente sunt complemente.

## Exemple
Iată câteva comenzi date unei linii de comandă (shell Unix). 
Următoarea comandă schimbă poziția de lucru a utilizatorului în sistemul de directoare în directorul /home/pete. Programul de utilitate este cd și argumentul este /home/pete: 
```
 cd /home/pete 
```

Următoarea comandă imprimă textul Hello World pe fluxul de ieșire standard, care, în acest caz, doar imprimă textul pe ecran. Numele programului este echo, iar argumentul este „Hello World”. Ghilimelele (neapărat cele drepte – " ", nu cele obișnuite – „ ”) sunt utilizate pentru a preveni tratarea Hello și World ca argumente separate: 
```
 echo "Hello World" 
```

Următoarele comenzi sunt echivalente. Acestea listează fișierele din directorul /bin. Programul este ls, având trei steaguri (l, t, r), iar argumentul este directorul /bin: 
```
ls -l -t -r  /bin
ls -ltr  /bin 
```

Următoarea comandă afișează conținutul fișierelor ch1.txt și ch2.txt. Numele programului este cat, având două argumente pentru numele fișierului:
```
cat ch1.txt ch2.txt 
```

Iată câteva comenzi pentru procesorul de comenzi DOS, OS/2 și Microsoft Windows. Următoarea comandă afișează conținutul fișierului readme.txt. Numele programului este type, iar argumentul este readme.txt.
```
type readme.txt 
```

Următoarea comandă listează conținutul directorului curent. Numele programului este dir, iar Q este un steag care solicită ca proprietarul fiecărui fișier să fie listat.
```
dir /Q 
```